# Super Junior
Super Junior (coréen: 슈퍼주니어), souvent appelé SJ ou SuJu (coréen: 슈주), est un boys band sud-coréen formé à Séoul par SM Entertainment en 2005.
Les membres sont Leeteuk (le leader), Heechul, Yesung, Shindong, Sungmin, Eunhyuk, Donghae, Siwon, Ryeowook, puis plus tard Kyuhyun. Le membre chinois, Han Geng, fut choisi parmi plus de 3 000 personnes, via des auditions tenues en Chine par SM Entertainment en 2001. Il ne fait plus partie du groupe et a entamé une carrière solo en Chine. En 2009, Kibum prend une pause en raison de sa carrière d'acteur. Le 18 août 2015, Kibum a annoncé via son compte Instagram personnel que son contrat avec SM Entertainment avait pris fin et qu'il avait officiellement quitté le groupe. En 2019, après le départ de Kangin, le groupe se compose désormais de 9 membres actifs: Leeteuk, Heechul, Yesung, Shindong, Eunhyuk, Donghae, Siwon, Ryeowook et Kyuhyun.
Les Super Junior ont enregistré et participé à plus d'une vingtaine d'albums, de styles divers et variés qui leur ont apporté le succès. Au fil des années, ils furent divisés en sous-groupe afin de pouvoir cibler un public plus vaste, en adoptant des styles différents. Grâce au succès de certains membres des Super Junior dans l'industrie du divertissement, les autres compagnies commencèrent à entrainer leur propre groupe afin qu'ils puissent eux aussi s'illustrer dans des domaines autres que la musique, en étant acteur ou encore MC dans des émissions télévisées ou à la radio.
Ils sont aussi le 2e groupe à avoir remporté le prix Favorite Artist Korean au MTV Asia Awards après JTL en 2003.

## Histoire du groupe

### SM Entertainment
Depuis la fin des années 1990, l'agence de talents, de production et d'édition de musique pop coréenne SM Entertainment tient des auditions afin de découvrir de nouveaux talents, continuant sur la lancée de groupes tels que H.O.T., SES, et Shinhwa, créés par Lee Soo-man dans le milieu des années 1990.

### Pré-débuts de Super Junior
Leeteuk et Eunhyuk furent les premières recrues en 2000, passant par la SM's Starlight Casting System à Séoul. En 2001, SM Entertainment donna ses premières auditions en dehors de la Corée du Sud et découvrit Han Geng à Beijing, choisi parmi 3 000 participants.
La même année, Yesung fut découvert à Séoul ; Sungmin et Donghae furent sélectionnés pour devenir "trainee" (stagiaire) à la suite de leur participation à un évènement sponsorisé par SM.
Une année plus tard, Kim Heechul, Kangin et Kibum furent recrutés (ce dernier fut découvert à Los Angeles). Siwon fut casté en 2003 et Ryeowook en 2005 remporta le concours de chant de "Chin Chin Youth Festival" et rejoint la SM Entertainment. En 2005, c'est Shindong qui est sélectionné. Le dernier membre, Kyuhyun est ensuite découvert pour avoir gagné la troisième place lors de la "Chin Chin Singing Competition" en 2005.
Au début de l’année 2005, Lee Sooman, le fondateur de la SM Entertainment, confirma les rumeurs concernant la création d’un nouveau "boys band" composé de douze membres, qui débuterait à la fin de l’année. Il annonça que les membres de ce groupe furent choisis pour leur expérience passée en tant qu’acteurs, modèles, présentateurs de shows télévisés ou animateurs d’émission de radio. Inspiré par le groupe japonais Morning Musume, ce groupe devait effectuer une rotation, de nouveaux membres remplaçant les anciens.
Pendant un certain temps, on murmura que le groupe s’appellerait O.V.E.R, l’acronyme de "Obey the Voice for Each Rythm". Cependant, les membres étaient désignés depuis longtemps par Junior, en référence au jeune âge des membres lorsqu’ils entrèrent à la SM Entertainment. Finalement, le groupe devint officiellement Super Junior 05, la première génération des Super Junior.
Les Super Junior 05 firent leurs pré-débuts sur la chaîne coréenne Mnet le 11 septembre 2005. Cependant, leur performance ne fut diffusée que le 16 mai 2006, à l’occasion du premier documentaire sur le groupe, "Super Junior Show".

### 2005 – 2006: Le projet Super Junior
Les Super Junior 05 firent leur première apparition le 6 novembre 2005 sur l'émission Popular Song de la chaîne coréenne SBS. Ils chantèrent TWINS (Knock Out) (en coréen : 트윈스), parut en ligne le 8 novembre avec quatre autres titres. L'album officiel sorti le 6 décembre. Le même mois, Super Junior 05 publia le single Show me your love en collaboration avec TVXQ, qui devint l'album le plus vendu du mois.
En février 2006, Super Junior 05 commença la promotion de Miracle (en coréen : 미라클), le deuxième single promotionnel de leur premier album. Miracle fut la première chanson de groupe à devenir numéro un sur le classement en ligne de la Corée du Sud, attirant également par son succès l'attention du marché international.
Alors que la promotion de Miracle touchait à sa fin, la SM Entertainment commença à choisir les membres pour la deuxième génération Super Junior 06. La compagnie prépara même une liste des membres devant être promus et quitter le groupe. Cependant, personne ne partit et un treizième membre, Kyuhyun, fut ajouté en mai 2006. Le projet de rotation des membres fut abandonné et depuis, le groupe est connu sous le nom de Super Junior, sans le suffixe 05.

### 2006 – 2007:Don't Donet le début du succès
Le 23 mai 2006, la SM Entertainment dévoila le treizième membre, Kyuhyun, découvert lors d'une compétition de chant en 2005. Les Super Junior publièrent sur leur site officiel la chanson U le 25 mai. Le single U, composé de trois pistes, sortit le 6 juin 2006, atteignant rapidement les 81 000 CD vendus. Le single devient l'une des chansons les plus populaires de l'année. Jusqu'à la fin de l'année 2006, les Super Junior reçurent sept récompenses, dont le titre du "Meilleur Nouveau Groupe de l'année 2006".
Le premier sous-groupe des Super Junior, les Super Junior-K.R.Y, chantant principalement des ballades, débuta le 5 novembre 2006 avec la chanson The One I Love (en coréen : 한사람만을) lors du Music Bank sur la chaîne KBS. Un deuxième sous-groupe commença en février 2007 : les Super Junior-T. Le groupe de trot sortit son premier album Rokkugo (en coréen : 로꾸거) le 23 février 2007 et avant de faire son apparition sur la scène du Popular Songs deux jours plus tard.
Le deuxième album officiel était prévu pour la fin de l'année 2007, mais en raison de l'accident d'avril 2007 dans lequel quatre membres furent impliqués, Don't Don (en coréen : 돈돈) ne parut que le 20 septembre 2007. Trois jours après sa sortie, les ventes de l'album atteignirent les 11 000 unités, et à la fin du mois, ce furent 60 000 albums qui furent vendus. À la fin de l'année, avec 160 000 ventes à son actif, Don't Don devint le deuxième album le plus vendu de 2007. Le disque rencontra également le succès à Taïwan, surpassant les albums des TVXQ et de Shinhwa.
Grâce à la sortie de Don't Don, les Super Junior furent nommés dans sept catégories différentes au "M.net KM Music Festival" (aujourd'hui les Mnet Asian Music Awards), qui se tint le 17 novembre 2007. Les Super Junior gagnèrent dans trois catégories, remportant notamment le prix d'"Artiste de l'année" (Daesang). Les Super Junior reçurent deux nouveaux prix le 14 décembre 2007, lors des Golden Disk Awards, dont le "Bonsang".

### 2008 – 2009: Au-delà de la Corée etSorry Sorry
En 2008, les deux derniers sous-groupes voient le jour. Tout d’abord les Super Junior M qui débutent en avril. "M" de "Mandarin" mais aussi de "Mi", signifiant "charismatique" et "fan". Le sous-groupe rassemble Han Geng, Kyuhyun, Siwon, Ryeowook, Donghae ainsi que Henry, et un nouvel artiste de la SM, chinois lui aussi Zhou Mi. Ces deux derniers, ne pouvant rejoindre les 13 membres sans déclencher les manifestations du mouvement « Only13 » furent inclus dans cette unité qui vise à étendre l’influence du groupe au marché chinois. La stratégie se révélera payante, et bien plus que ce qui était attendu : en effet ils deviendront vite un groupe phare de la scène pop et sont aujourd’hui considérés comme les représentants de la musique coréenne (bien que leurs promotions soient toutes en mandarin) en Chine. Le second sous-groupe créé sera dévoilé plus tard dans l’année, il s’agit de Super Junior H, dont la composition est la même que Super Junior T avec Yesung qui remplace Heechul. H signifie Happy, conformément à l’ambiance joyeuse et aux chansons rythmés que produit le groupe.
Après le succès en Chine, et la sortie de la version japonaise de U qui connaîtra un excellent accueil par le public nippon, la popularité des Super Junior fait ses preuves à l’extérieur du pays lors de leur première tournée asiatique : Le Super Show qui débuta le 22 février. Les places pour les dates données se vendirent en quelques minutes et la SM Entertainment fut contrainte d’ajouter des concerts pour satisfaire le public.

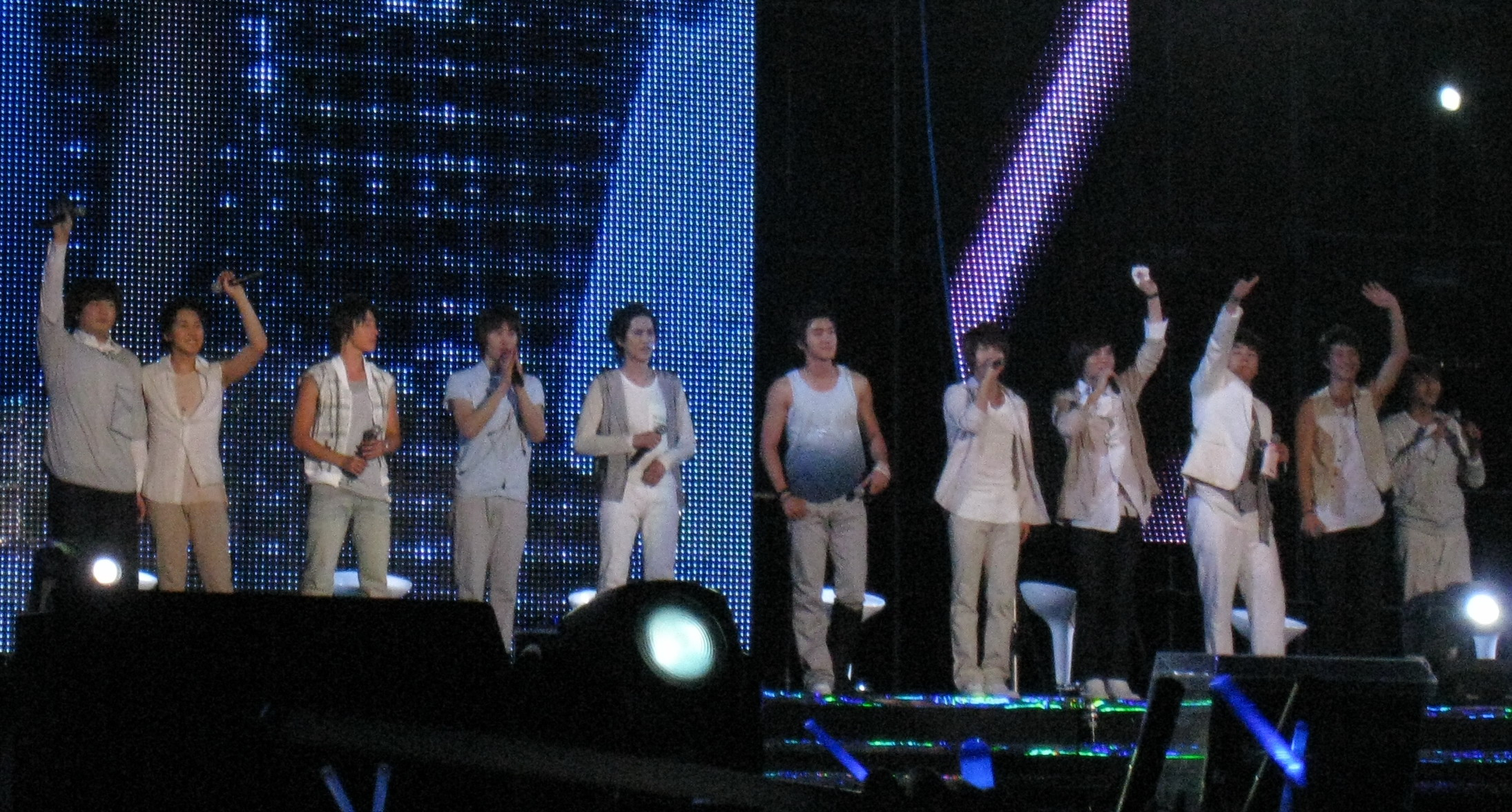
Super Junior durant un concert de la tournée "SMTown Live '08" à Bangkok, Thaïlande, en 2009.

Le 12 mars 2009 sort leur troisième album studio, "Sorry Sorry", marque un grand pas dans la carrière du groupe. Il sera l’album le plus vendu de l’année 2009 non seulement en Corée, mais aussi l’album de K-pop le plus vendu en Chine, à Taïwan (où le titre restera en tête des charts pendant 37 semaines consécutives), en Thaïlande et aux Philippines. Il rapportera le disque d’or au groupe aux Golden Disk Awards et une reconnaissance générale et incontestable. Le repackage de l’album, incluant la nouvelle chanson « It’s You » connaîtra également un grand succès. Le Super Show 2 sera lancé à la fin de la promotion.
Seulement, cet album sera le dernier des Super Junior à 13 membres. Impliqué dans une bagarre dont les circonstances restent incertaines, et une affaire de fuite après un accident de voiture par la suite, Kangin sera écarté des activités du groupe pour ne pas ternir l’image des autres membres. En décembre, c’est au tour de Han Geng d’être au centre de la polémique. Celui-ci annonce en effet qu’il porte plainte contre le label et dévoile en même temps les conditions de son contrat qui se révèlent injustes et inacceptables. Il retourna donc en Chine et ses activités avec le groupe furent complètement stoppées bien que, tant que le procès n'est pas achevé, il soit encore officiellement dans le groupe.

### 2010:Bonamana
En 2010, seuls 10 membres ont participé au quatrième album, en raison du procès de Han Geng contre la SM Entertainment, du départ de Kangin pour effectuer son service militaire et de la poursuite de sa carrière d'acteur de Kibum. Cependant, les membres restants insistent sur le fait que ceux-ci font toujours partie du groupe.
La chanson intitulée Bonamana est un grand succès et réste plus d'un an n°1 dans les charts de Taïwan après sa sortie. Une version repackage C est sortie le 28 juin, avec quatre nouvelles chansons incluant le single "No Other". Une tournée (le Super Show 3) a commencé avec deux concerts à Séoul en août 2010 et a continué en Chine, à Taïwan, au Japon et d'autres pays asiatiques, avec un total de 20 concerts dans 13 villes.

### 2011:Mr. Simple

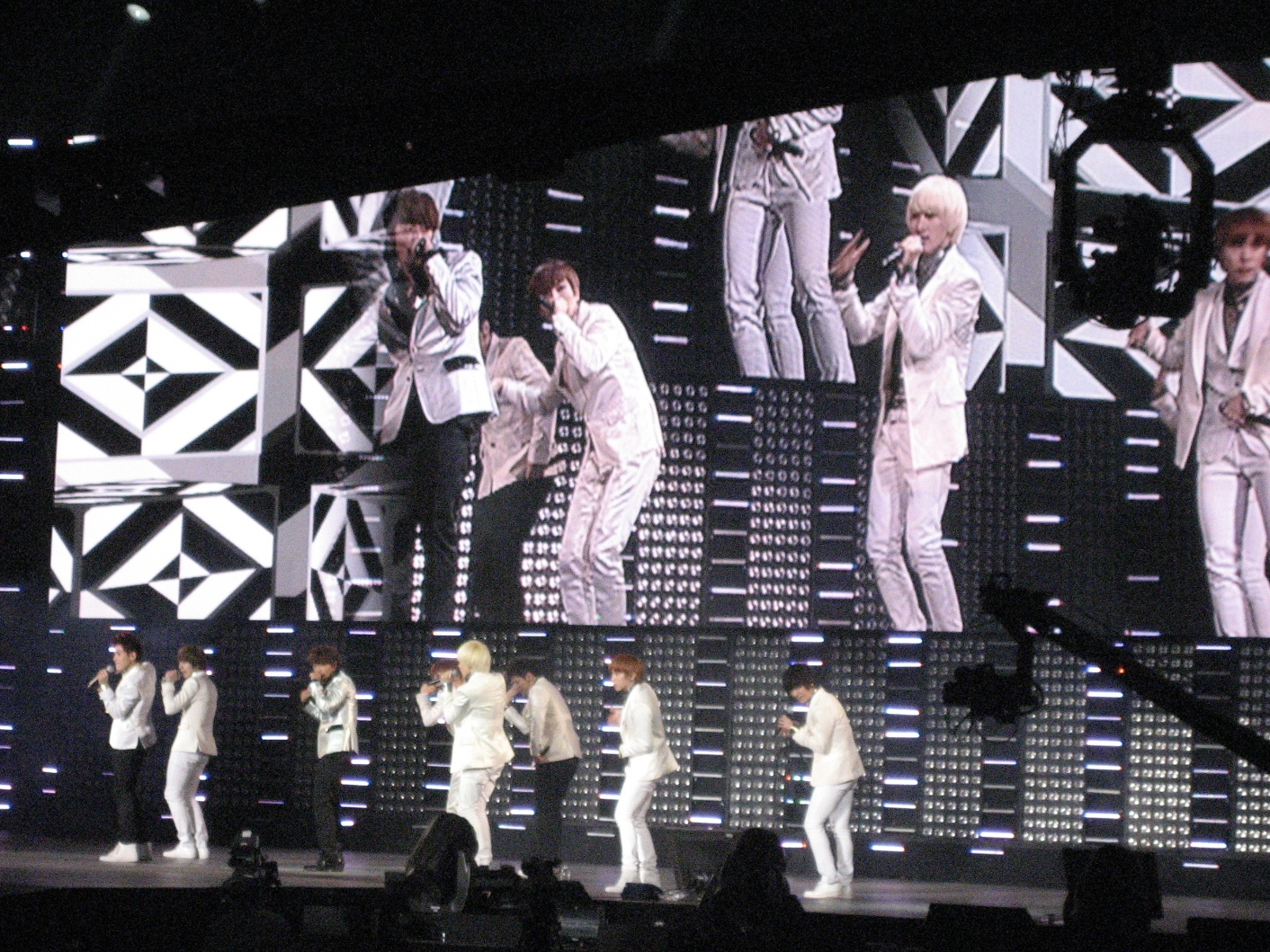
Super Junior durant un concert de la tournée "SMTown Live '10 World Tour", à New York en 2011.

Le groupe était en représentation en France au Zénith de Paris les 10 et 11 juin 2011 lors du SMTOWN avec d'autres groupes membres de la SM Entertainment (SHINee, f(x), Girls' Generation, TVXQ).
Ils sortent leur cinquième album en août 2011, qui s'intitule Mr. Simple qui remplace alors "BONAMANA" qui se trouvait à la première place à Taïwan depuis 63 semaines. Alors que la chanson est première des charts dans de nombreux pays d'Asie, le 1er septembre, Heechul quitte le groupe momentanément pour effectuer son service militaire. Donc le groupe se retrouve à 9 pour effectuer la promotion du repackage de Mr. Simple avec la chanson A-CHA.
Ils vont commencer leur première tournée mondiale avec le Super Show 4, dont des dates sont prévues en Asie, en Amérique, en Europe et en Australie.

### 2012 – 2013:Sexy, Free & Singleet la tournée mondiale,Super Show 5
Le Super Show 4 continue et pour la première fois s'aventure hors d'Asie, en passant le 6 avril par Paris, au Zénith. Le groupe donnera également ses premiers concerts individuels au Tokyo Dôme, qu'ils parviennent à remplir deux jours d’affilée. La tournée, qui compte en tout 24 dates et près de 400 000 spectateurs, s'achève le 27 mai lors du traditionnel Encore de Séoul. Durant cette même période il est annoncé que Mr. Simple s'est écoulé en Corée à plus de 500 000 exemplaires. La troisième tournée mondiale du collectif SMTown est lancé le 20 mai par un premier concert à Los Angeles.
Le 16 avril, Kangin termine son service militaire après deux ans et retourne au sein du groupe pour préparer leur sixième album, "Sexy, Free & Single" qui est sorti en ligne le 1er juillet et en magasins le 4 juillet. Le 5 juillet le groupe fait son retour sur la scène du M! Countdown. Une version B de l'album sort deux semaines plus tard, et le 5 août est dévoilé le repackaging du sixième opus. Il contient quatre pistes supplémentaires dont Spy, nouvelle chanson titre. Un mois seulement après sa sortie, le sixième album (versions A et B uniquement) s'est écoulé à plus de 300 000 exemplaires (selon le Gaon Chart).
Le leader, Leeteuk, part en service militaire pour deux ans le 30 octobre, laissant le groupe au nombre de neuf.
Le 14 février 2013, SM Entertainment a annoncé le deuxième tour du monde des Super Junior. "The World Tour, Super Show 5", qui a commencé en mars à Séoul. Le groupe se rendra ensuite en Chine, au Japon, en Amérique du Sud et en Europe.
Le 6 mai 2013, Yesung part en service militaire pour deux ans.
Le 3 juin 2013, il est annoncé que les Super Junior s’apprêtaient à dévoiler leur premier full album japonais, "Hero". L'album devrait sortir en juillet.

### 2014:MamacitaetThis Is Love
En août 2014, SM Entertainment a annoncé que Leeteuk et Heechul réintégreraient Super Junior pour le septième album du groupe, nommé Mamacita qui a été publié en ligne le 29 août ainsi que le MV et dans les magasins le 1er septembre. Après seulement trois jours de ventes, Mamacita est classé numéro 1 des ventes dans les albums du monde du Billboard Chart.
En septembre 2014, Super Junior a commencé sa troisième tournée mondiale "Super Show 6", avec comme premier arrêt, Séoul. Super Junior termine avec succès leur concert de trois jours à Jamsil Arena à Séoul du 19 au 21 septembre 2014 et ont ainsi marqué leur 100e concert dans le monde entier le 21 septembre 2014. Super Junior est le premier artiste coréen ayant effectuer 100 concerts dans le monde entier.
Le 17 octobre, il est annoncé qu'un opus repackage devrait sortir. Cette "special edition" s'intitulera This Is Love, et que les membres ont participé à la création du design de la pochette. On note également qu'il y aura de nombreuses éditions différentes de cet opus, car chaque membre possédera sa propre version.
Le 22 octobre, le MV de This Is Love est mis en ligne.
Le 27 octobre, le MV de Evanesce est mis en ligne. Avec ces deux nouvelles sorties, les Super Junior ont voulu remercier leurs fans de leur soutien et amour incommensurable.
Le 13 novembre 2014, Kyuhyun fait ses débuts en solo avec la sortie d'un mini-album intitulé "At Gwanghwamun".

### 2015 - 2016:DeviletMagic: Les dix ans du groupe et activités solos
Le 15 janvier 2015, se finissaient les Golden Disk Awards, les Super Junior y ont remporté le prix du « Golden Disk (Album Division) ».
Le 22 janvier, avait lieu la 24e édition des Seoul Music Awards. Le groupe y a remporté le prix de "Meilleurs artistes de l’année".
Le 24 février 2015, SM Entertainment a confirmé les départs à l’armée de deux membres des Super Junior à la fin du mois de mars à savoir : Shindong et Sungmin.
Plus tard dans la même journée, Yesung a dévoilé un message sur son compte Twitter officiel déclarant que le sous-groupe Super Junior-K.R.Y ferait une tournée japonaise cette année, elle devrait se tenir aux mois de juin et juillet.
Le 6 mars 2015, le sous-groupe Super Junior-Donghae & Eunhyuk font leur retour avec la mise en ligne du MV de "Growing Pains" issu de leur premier EP, "The Beat Goes On".
Le 4 mai 2015, Yesung finit son service militaire et reprend ses activités avec le groupe.
Le 22 mai 2015, il est annoncé que les Super Junior participeront à la KCON 2015 pour la lineup de Los Angeles.

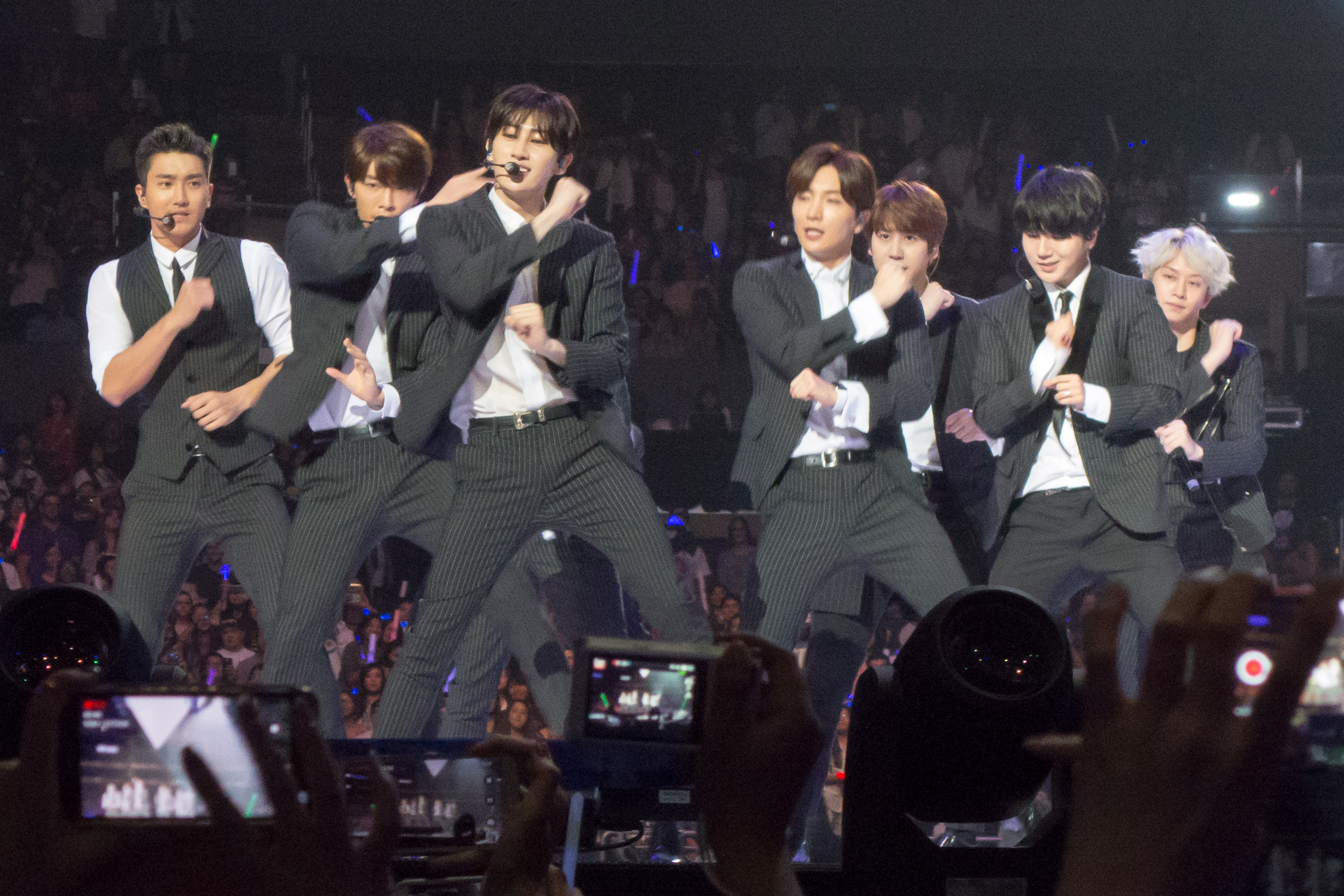
Super Junior au KCON 2015

Le 24 juin 2015, selon plusieurs sources de l’industrie musicale, il semblerait que les Super Junior prévoit de sortir un album spécial en juillet afin de fêter leurs dix ans de carrière. En effet, les Super Junior sortiront un album spécial intitulé Devil le 16 juillet.
Le 16 juillet 2015, le MV de "Devil" est mis en ligne par SM Entertainment et l'album spécial du même nom est sorti.
Le 16 septembre 2015, la seconde partie de l'album spécial visant à célébrer les dix années de carrière des Super Junior est sorti. Celui-ci se nomme Magic et le MV du même nom est par cette occasion mis en ligne.
Le 13 octobre 2015, Eunhyuk a officiellement quitté la vie civile, ce dernier a rejoint la 102e division à Kangwondo Chuncheon pour commencer son service militaire, suivi deux jours plus tard par Donghae.
Le 6 novembre 2015, la SM Entertainment annonce que les Super Junior auront leur propre label nommé Label SJ. Ce label se chargera uniquement des activités du groupe mais aussi individuelles.
Le 11 octobre 2016, Ryeowook part faire son service militaire.

### 2017: Activités solos, retour du groupe avecPLAYetSuper Show 7
Le 19 avril 2016, Yesung fait ses débuts en solo avec son premier mini-album Here I am, dont le clip est dévoilé le même jour.
Le 22 janvier 2017, Yesung sort une chanson en duo avec Seulgi des Red Velvet intitulée "Darling U" dans le cadre du projet SM Station 2.
Le 11 avril 2017, Yesung fait un retour avec tout d'abord un clip pour un de ses titres "Hibernation". Puis 7 jours plus tard, il sort le clip de son nouveau titre-phare "Paper Umbrella".
Le 24 avril 2017, la SM Entertainment annonce que Kyuhyun entamera son service militaire le 25 mai prochain au centre d'entraînement militaire de Nonsan.
Le 12 juillet 2017, Eunhyuk finit son service militaire et retourne dans le groupe suivi par Donghae deux jours plus tard.
Le 27 septembre 2017, le site officiel du groupe lance un compte à rebours pour le prochain retour du groupe qui nous donne donc la date exacte du retour musical. Ce sera donc le 6 novembre 2017 que le groupe sortira son 8e album studio, cette correspond d'ailleurs au 12e anniversaire du groupe.
Pour que les fans puissent suivre la préparation du retour, les Super Junior tournent une émission nommée "SJ Returns – Super Junior Real Comeback Story" à partir du 9 octobre. L'album s'appelle "Play" et possèdera deux versions: une version Black Suit (le titre-phare) et une version One More Chance (deuxième titre-phare). En seulement 24 heures, le clip pour "Black Suit" a comptabilisé 3 millions de vues.
Malheureusement, plusieurs membres actifs ne prendront pas part au retour pour différentes raisons. Pour le cas de Si-won, il a été jugé meilleur qu'il n'y participe pas, à cause d'un scandale qui a touché le chien de sa famille,.
Le 14 octobre 2017, la diffusion de Revolutionary Love commence avec Siwon dans le rôle principal.
Le Super Show 7 commencera en décembre 2017.

### 2018: Retour en groupe et export en Amérique latine
Il a été annoncé qu'un album repackage de Play nommé Replay allait être publié le 12 avril. Le clip du titre phare de cet album, intitulé "Lo Siento" a été sortie le même jour. Cette chanson est chantée en coréen, anglais et espagnol. Cette piste a été produite par Play-n-Skillz et a été chantée en collaboration avec Leslie Grace. "Lo Siento" s'est tout de suite placé à la 13ème place au Billboard's Latin Digital Song Sales, faisant de Super Junior le premier groupe de K-pop à y figurer. "Lo Siento" s'est également placé à la seconde place au World Digital Song Sales Chart.
Le 10 juillet, Ryeowook finit son service militaire et reprend ses activités dans le groupe.
Le 16 août, c'est au tour de la sous-unité Super Junior-D&E de faire son retour avec un EP intitulé 'Bout You.
Le 2 septembre, le groupe donne une performance pour la cérémonie de clôture des Jeux Asiatiques 2018 à Jakarta .
Le 8 octobre, les Super Junior sortent un EP nommé One More Time, dont le titre phare du même nom est une collaboration avec le groupe mexicain Reik. Cette dernière piste s'est hissée à la 18ème place au Latin Digital Song Sales chart et à la 5ème place au Latin Pop Digital Song Sales chart. "One More Time" a aussi été classé à la 4ème au World Digital Song Sales chart.

### 2019: Retour de Super Junior D&E, départ de Kangin, Time Slip et Super Show 8
Le 14 avril, la sous-unité composée de Dong-hae et de Eunhyuk fait son retour avec un EP nommé Danger.
Du côté drama, Siwon fait un retour avec My Fellow Citizens le 1er avril.
Le 7 mai, Kyuhyun termine officiellement ses deux ans de service militaire, marquant ainsi la fin des services militaires des membres.
Avec le retour de leur vocaliste et maknae, le groupe prévoit un retour à la scène avec un album pour la seconde moitié de l’année 2019. Seuls les neuf membres actifs devraient participer à la promotion du neuvième album du groupe : Heechul, Leeteuk, Shindong, Ryeowook, Eunhyuk, Donghae, Si-won, Yesung et Kyuhyun. Kangin et Sungmin, qui n’y participeront pas, envisagent à l’avenir de promouvoir leurs activités individuellement.
Le 11 juillet, le label du groupe, Label SJ, annonce que Kangin quitte volontairement le groupe, bien qu’il soit toujours en contrat avec la SM Entertainment.
Le 2 septembre, le label du groupe annonce un retour du groupe à neuf qui s'effectuera le 14 octobre 2019. Nommé Time Slip, ce come-back est pour le moment pourvu de 4 chansons dotées chacune d'un MV : Show, Somebody New, The Crown et I Think I. Le titre phare de cet album est quant à lui nommé Super Clap. Le 12 et le 13 octobre, le groupe débutera également sa 8ème tournée : Super Show 8 Infinite Time.
En mai 2020, Super Junior a annoncé leur concert: Beyond the Super Show en direct sur internet—le sixième concert organisé par SM Entertainment et Naver comme la première série de concerts en ligne Beyond LIVE. Le concert a eu lieu le 31 mai 2020 avec grand succès, en accueillant plus de 123,000 vues au niveau mondial en direct en ligne. Le nombre de cœurs du canal de la caméra principale a dépassé 1 millard, celui de la caméra individuelle de chaque membre a dépassé 100M même avant le début du concert. Un nouveau record a été établi par plus de 1,3 milliard de cœurs pour le canal principal et plus de 2,8 milliardsde cœurs au total à la fin du concert. Beyond the Super Show a très bien démontré le pouvoir rassembleur de Super Junior et l‘enthousiasme de E.L.F (Super Junior fanclub: Ever Lasting Friends) bien que 15 ans après son début.

## Membres
Le groupe, formé en 2005, est composé de 10 chanteurs :

### Membres actuels
| Nom de scène | Nom de scène | Nom de naissance | Nom de naissance | Date de naissance         | Nationalité | Position                                                        |
| Romanisé     | Coréen       | Romanisé         | Coréen           | Date de naissance         | Nationalité | Position                                                        |
| ------------ | ------------ | ---------------- | ---------------- | ------------------------- | ----------- | --------------------------------------------------------------- |
| Leeteuk      | 이특         | Park Jung-soo    | 박정수           | 1er juillet 1983          | Sud-coréen  | Leader, chanteur, rappeur, danseur, hyung (le plus vieux)       |
| Heechul      | 희철         | Kim Hee-chul     | 김희철           | 10 juillet 1983           | Sud-coréen  | Rappeur, chanteur, danseur                                      |
| Yesung       | 예성         | Kim Jong-woon    | 김종운           | 24 août 1984              | Sud-coréen  | Chanteur principal, danseur                                     |
| Shindong     | 신동         | Shin Dong-hee    | 신동희           | 28 septembre 1985         | Sud-coréen  | Danseur secondaire, rappeur secondaire                          |
| Sungmin      | 성민         | Lee Sung-min     | 이성민           | 1er janvier 1986 (36 ans) | Sud-coréen  | Chanteur secondaire, danseur secondaire (inactif depuis 2017)   |
| Eunhyuk      | 은혁         | Lee Hyuk-jae     | 이혁재           | 4 avril 1986              | Sud-coréen  | Rappeur principal, danseur principal, chanteur                  |
| Siwon        | 시원         | Choi Si-won      | 최시원           | 7 avril 1986              | Sud-coréen  | Chanteur, danseur, visuel                                       |
| Donghae      | 동해         | Lee Dong-hae     | 이동해           | 15 octobre 1986           | Sud-coréen  | Chanteur secondaire, danseur secondaire, rappeur                |
| Ryeowook     | 려욱         | Kim Ryeo-wook    | 김려욱           | 21 juin 1987              | Sud-coréen  | Chanteur principal, danseur                                     |
| Kyuhyun      | 규현         | Cho Kyu Hyun     | 조규현           | 3 février 1988            | Sud-coréen  | Chanteur secondaire, danseur secondaire, maknae (le plus jeune) |

### Anciens membres
| Nom de scène | Nom de scène | Nom de naissance | Nom de naissance | Date de naissance | Nationalité              | Position                                  | Date de départ                                               |
| Romanisé     | Coréen       | Romanisé         | Coréen/Chinois   | Date de naissance | Nationalité              | Position                                  | Date de départ                                               |
| ------------ | ------------ | ---------------- | ---------------- | ----------------- | ------------------------ | ----------------------------------------- | ------------------------------------------------------------ |
| Hangeng      | 한경         | Han Geng         | 韓庚             | 9 février 1984    | Chinois                  | Danseur secondaire, chanteur              | 2010                                                         |
| Kangin       | 강인         | Kim Young-woon   | 김영운           | 17 janvier 1985   | Sud-coréen               | Chanteur, danseur                         | 2019 (mais inactif en tant que membre du groupe depuis 2016) |
| Kibum        | 기범         | Kim Ki-bum       | 김기범           | 21 août 1987      | Sud-coréen               | Rappeur secondaire, chanteur, danseur     | 2015 (mais inactif en tant que membre du groupe depuis 2009) |
| Henry        | 헨리         | Liu Xian Hua     | 刘宪华           | 11 octobre 1989   | Taïwano/ Sino / Canadien | Rappeur, chanteur, Maknae (le plus jeune) | avril 2018                                                   |

## Sous-groupes

### Super Junior-K.R.Y
Super Junior-K.R.Y (en coréen : 슈퍼주니어-K.R.Y), fondé en novembre 2006, est un trio formé de Kyuhyun, Ryeowook et Yesung, les trois membres possédant la plus grande puissance vocale parmi les Super Junior. Le groupe fut formé afin de cibler une audience plus mature. Super Junior-K.R.Y chante surtout des chansons mélancoliques et des ballades de style R&B.
Leur première apparition officielle fut le 5 novembre 2006, lors du Music Bank sur la chaîne coréenne KBS. Ils chantèrent « Celui que j’aime » (en coréen : 한 사람만을).
Le 1er août 2010, Super Junior-K.R.Y eut son premier concert au Japon, avec pour invités Sungmin et Donghae.
Pendant longtemps, le sous groupe n'avait pas d'album officiel, les membres ont seulement collaboré à d’autres albums des Super Junior et ont chanté les bandes-son originales de plusieurs dramas. Le 8 juin 2020, ils ont finalement sorti leur premier album When We Were Us.

### Super Junior-T
Super Junior-Trot, officiellement connu sous le nom de Super Junior-T est le deuxième sous-groupe officiel des Super Junior. Il est le premier groupe d’idoles coréen à avoir profité de la musique trot, la plus ancienne forme de la K-pop. Super Junior-T est composé de six membres des Super Junior : Leeteuk (le leader), Kim Heechul, Kangin, Shindong, Sungmin et Eunhyuk.
Le style de musique de Super Junior-T est un ancien style de musique pop coréenne, le « trot ». Ils revisitent le genre en incluant des mélodies de K-pop moderne et également du rap rapide, principalement interprété par Shindong, Eunhyuk et parfois Kim Heechul. Le but de Super Junior-T est d'échapper du style flânant de l’actuelle industrie de la musique et d’introduire auprès des jeunes une musique traditionnelle. 
En février 2007, la SM Entertainment fait l’annonce officielle de la création d’un nouveau sous-groupe des Super Junior, Super Junior-T. 
Super Junior-T n’a sorti qu’un seul single avant d’être annoncé en pause en 2008. En novembre 2008, le groupe fait son retour dans l’industrie du disque japonaise avec la sortie de la version japonaise de Rokkugo.

### Super Junior-M
Le groupe Super Junior M, souvent désigné sous le nom de SJM, est l'un des sous-groupes officiels des Super Junior qui a débuté en avril 2008. C'est l'un des premiers groupes internationaux dans l'industrie musicale chinoise dont les membres sont de nationalités chinoise et coréenne.
Au début, le groupe était composé de sept membres, cinq venant des Super Junior et deux nouveaux, qui sont :
- Hangeng (leader du groupe et de nationalité chinoise) ;
- Donghae (nationalité coréenne) ;
- Kyuhyun (nationalité coréenne) ;
- Siwon (nationalité coréenne) ;
- Ryeowook (nationalité coréenne) ;
- Henry (nationalité canadienne mais d'origine chinoise) : le violoniste déjà apparu dans le clip Don't Don! ;
- Zhou Mi (nationalité chinoise).

Après que Hangeng ait quitté SM Entertainment, Zhou Mi est devenu le leader et deux membres de Super Junior ont été ajoutés au sous-groupe Super Junior M :
- Eunhyuk (nationalité coréenne) ;
- Sungmin (nationalité coréenne).

Ce sous-groupe fut conçu pour partir à la conquête du marché chinois.

### Super Junior-H
Super Junior-Happy (en coréen : 슈퍼주니어-해피), également désigné sous le nom de SuperJunior-H, est le quatrième sous-groupe officiel des Super Junior. Il est composé de six membres : Leeteuk (le leader), Yesung, Kangin, Shindong, Sungmin et Eunhyuk.
Le 30 mai 2008, la SM Entertainment fait l’annonce officielle de la formation du sous-groupe Super Junior-Happy.

### Super Junior-Donghae & Eunhyuk
Super Junior-Donghae & Eunhyuk (en coréen : 슈퍼주니어-동해&은혁), aussi connu sous le nom de D&E, est le cinquième sous-groupe officiel des Super Junior. Il est composé de deux membres : Donghae et d'Eunhyuk.
Le 16 décembre 2011, le duo fait sa première performance officielle au Music Bank de KBS, performant 떴다 오빠 (Oppa, Oppa).
Le 9 mars 2015, le sous-groupe sort son premier mini-album coréen nommé "The Beat Goes On".

### Super Junior - LSS
Super Junior-LSS est une sous-unité du groupe sud-coréen Super Junior, formée en 2023 sous le label SM Entertainment.

## Discographie

### Albums

#### Coréens
- 2005 : SuperJunior05 (Twins)
- 2007 : Don't Don
- 2009 : Sorry, Sorry
- 2010 : Bonamana
- 2011 : Mr. Simple
- 2012 : Sexy, Free & Single
- 2014 : Mamacita
- 2015 : Devil
- 2017 : Play
- 2019 : Time_Slip
- 2021 : The Renaissance
- 2023 : The Road

Mini Album
- 2018 : One More Time (EP)
- 2022 : The Road: Keep on Going Vol. 1
- 2023 : The Road: Celebration Vol. 2

#### Japonais

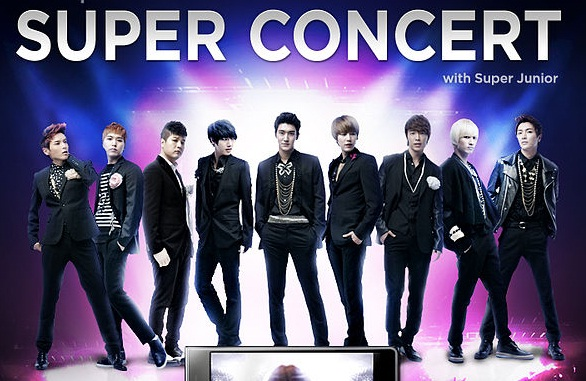

- 2013 : Hero
- 2021 : Star

## Tournées et concerts
- 2008-2009 : The 1st ASIA TOUR, Super Show
- 2009-2010 : The 2nd ASIA TOUR, Super Show 2
- 2010-2011 : The 3rd ASIA TOUR, Super Show 3
- 2011-2012 : The 1st WORLD TOUR, Super Show 4
- 2013-2014 : The 2nd WORLD TOUR, Super Show 5
- 2014-2015 : The 3rd WORLD TOUR, Super Show 6
- 2017-2019 : The 4th WORLD TOUR, Super Show 7
- 2019-2020 : The 5th WORLD TOUR, Super Show 8 : Infinite Time
- 2022 : The 6th WORLD TOUR, Super Show 9 : Road

### Tournées des sous-groupes
- Super Junior-K.R.Y.
  - 2010–2011 : Super Junior-K.R.Y. The 1st Concert
  - 2012–2013 : Super Junior-K.R.Y. Special Winter Concert
  - 2015 : Super Junior-K.R.Y. Japan Tour
  - 2015 : Super Junior-K.R.Y. Asia Tour
- Super Junior-D&E
  - 2014 : Super Junior-D&E The 1st Japan Tour
  - 2015 : Super Junior-D&E The 2nd Japan Tour
  - 2015 : Super Junior-D&E Asia Tour
  - 2018 : Super Junior-D&E The 3rd Japan Tour
  - 2019 : Super Junior-D&E The D&E Tour

### Participations
- 2007 : SMTOWN Live '07 Summer Concert
- 2008 - 2009 : SMTOWN Live '08
- 2010 - 2011 : SMTOWN Live '10 World Tour
- 2012 - 2013 : SMTOWN Live World Tour III
- 2013 : SMTOWN Week - Treasure Island
- 2014 - 2015 : SMTOWN Live World Tour IV
- 2016 : SMTOWN Live World Tour V
- 2017 : SMTOWN Live World Tour VI
- 2022 : SMTOWN Live 2022: SMCU Express @Kwangya
- 2022 : SMTOWN Live 2022: SMCU Express at Human City Suwon
- 2022 : SMTOWN Live 2022: SMCU Express at Tokyo
- 2023 : SMTOWN Live 2023: SMCU Palace @Kwangya

## Homonymie
- Super J, personnage de bande dessinée (1969 - 1972)